# Литвинов
Литвинов (чеш. Litvínov) град је у Чешкој Републици, у оквиру историјске покрајине Бохемије. Литвинов је град управне јединице Устечки крај, у оквиру којег припада округу Мост.

## Географија
Литвинов се налази у северозападном делу Чешке републике, близу границе са Немачком - 8 километара северозападно од града. Град је удаљен од 105 km северозападно од главног града Прага, а од оближњег Уста на Лаби 40 km западно.
Град Литвинов се налази у северном делу историјске области Бохемије. Град се налази у долини реке Билине на приближно 330 m надморске висине. Северно од града уздижу се Крушне горе, а јужно Липске горе.

## Историја
Подручје Литвинова било је насељено још у доба праисторије. Насеље под данашњим називом први пут се у писаним документима спомиње 1352. године. У 14. веку у граду се насељавају Немци, који потепено постају претежно градско становништво.
Године 1919. Литвинов је постао део новоосноване Чехословачке. 1938. године Литвинов, као насеље са немачком већином, је оцепљено од Чехословачке и припојено Трећем рајху у склопу Судетских области. После Другог светског рата месни Немци су се присилно иселили из града у матицу. У време комунизма град је нагло индустријализован. После осамостаљења Чешке дошло је до опадања активности тешке индустрије и до проблема са преструктурирањем привреде.

## Становништво
Литвинов данас има око 27.000 становника и последњих година број становника у граду стагнира. Поред Чеха у граду живе и Словаци и Роми.

## Партнерски градови
- Батенберг
- Бри Конт Робер
- Олбернхау

## Галерија
- Поглед на главни трг
- Градски трамвај
- Замак у Литвинову
- Сметанова улица